# Lili Bleeker
Caroline Emilie Bleeker, más conocida como Lili Bleeker (Middelburg, Países Bajos, 17 de enero de 1897-Zeist, Países Bajos, 8 de noviembre de 1985) fue una empresaria y física neerlandesa, conocida por sus diseños y fabricación de instrumentos ópticos. Aunque no era habitual que las mujeres desarrollaran una carrera sino que trabajaran en el hogar, decidió continuar con su educación y nunca llegó a casarse con su pareja, Gerard Willemse, lo cual era altamente inusual para la época. Al acabar sus estudios, se convirtió en una de las primeras mujeres en los Países Bajos en convertirse en doctora en física y matemáticas. Tras obtener su doctorado, fundó una empresa dedicada a la física, que influyó en la creación de la Organización Neerlandesa para la Investigación Científica Aplicada, y construyó una pequeña fábrica para la elaboración de instrumentos científicos y ópticos.
La empresa de Bleeker sufrió duramente los efectos de la Segunda Guerra Mundial. Las ventas bajaron, tuvo que despedir a algunos de sus empleados y a los restantes les tuvo que pagar de su propio bolsillo. Bleeker, junto con su pareja Willemse, tuvo que esconderse por haber ocultado a judíos de los oficiales alemanes después de que estos últimos invadieran su fábrica. Tras el fin de la guerra, su empresa resurgió, y debido a sus actos durante la guerra fue reconocida con la Medalla Real del ejército neerlandés y se le concedió un préstamo para recuperarse y abrir una nueva fábrica en Zeist. Su empresa fabricó los instrumentos ópticos necesarios para el desarrollo del microscopio de contraste de fases, inventado por Frits Zernike, que recibió por ello el premio Nobel en 1953.

## Infancia y educación
Lili Bleeker nació el 17 de enero de 1897. Era la menor de los cinco hijos de John Lambert Bleeker, un pastor luterano de la ciudad, y Martha Gerhardina Döhne, un ama de casa. Se crio en Middelburg y mostró una gran precocidad en su infancia, de forma que saltó su primer año de primaria. Bleeker asistió al instituto Lange Sint en Middelburg, y aunque era una estudiante brillante su madre la desalentaba a continuar sus estudios. Sin embargo, Bleeker decidió continuar sus estudios a pesar de estas reticencias.
En 1916, entró en la Universidad de Utrecht para estudiar física y astronomía. Durante la carrera, Bleeker trabajó como profesora en una escuela secundaria femenina para pagar sus estudios, aunque no se veía apta para el trabajo por ser demasiado joven. Como resultado, trabajó como tutora privada. En 1919 se convirtió en ayudante de laboratorio de varios profesores en el Observatorio Sonnenborgh de Utrecht y en 1926 fue nombrada ayudante jefe. El 5 de noviembre de 1928 completó su doctorado en física cum laude de la Universidad de Utrecht bajo la dirección de Leonard Ornstein, que la describió como «muy inteligente y bien formada, tanto teórica como experimentalmente». La tesis de Bleeker trató sobre la medida de emisión y dispersión en el espectro de metales alcalinos. La imprenta responsable de imprimir su tesis era propiedad del padre del que sería su pareja, Gerard Willemse.

## Carrera
```
El 5 de junio de 1930, 18 meses después de obtener su título, Bleeker fundó una 
consultoría
 física que trabajó con diversas empresas y fábricas de instrumentos científicos.
[
1
]
 Su consultoría sirvió de modelo para la fundación de la 
Organización Neerlandesa para la Investigación Científica Aplicada
 en 1932. Más tarde, Bleeker abrió una fábrica de instrumental científico y óptico. Hasta 1936, la empresa se centró en la fabricación de herramientas de laboratorio e instrumentos para medir la electricidad. Sin embargo, en 1936, Bleeker decidió fundar un taller de 
óptica
, y en 1937 comenzó la producción de instrumentos ópticos. Sus diseños fueron punteros en la industria óptica de los Países Bajos, que hasta entonces era casi inexistente. En 1938, Bleeker comenzó a fabricar 
prismáticos
 para el 
ejército neerlandés
. En 1940, los Países Bajos entraron en la 
Segunda Guerra Mundial
 y Bleeker detuvo la producción de prismáticos ya que no quería producir nada para el ejército alemán. No obstante, mantuvo la producción de otros instrumentos. Desarrolló 
microscopios
 para las universidad neerlandesas y sus estudiantes. Bleeker también escondió a ciudadanos judíos en su fábrica hasta que en 1944 las autoridades alemanas recibieron información al respecto. Logró engañar a los oficiales alemanes y escapar con los judíos, pero Bleeker y su pareja tuvieron que esconderse también.
[
8
]
 Durante ese tiempo los alemanes cerraron su fábrica. Tras la guerra, abrió una nueva fábrica, que fue la primera en el mundo en fabricar el 
microscopio de contraste de fases
 inventado por 
Frits Zernike
.
[
9
]
```

## Premios y reconocimientos
- La Universidad de Utrecht nombró uno de sus edificios en honor a Bleeker.[8]